# Pierre-Louis Guinand

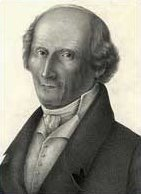
Pierre-Louis Guinand

Pierre-Louis Guinand (La Corbatière, 20 april 1748 - Les Brenets, 13 februari 1824) was een Zwitsers schrijnwerker die zich later toelegde op de fabricage van optisch glas. 
Hij vond een methode uit om zeer homogeen flintglas te maken door de houten roerstokken die tot dan toe gebruikt werden te vervangen door roerstokken van vuurklei. In 1806 werd hij door Joseph von Utzschneider naar Benediktbeuern ten zuiden van München gehaald om in zijn glasfabriek hoogwaardig optisch glas te maken. Daar droeg hij zijn methode over aan de jonge Joseph von Fraunhofer, die deze echter nog aanzienlijk verbeterde. In 1814 keerde Guinand naar Zwitserland terug, onder de belofte zijn methode geheim te houden, waarvoor hij van Utzschneider een royaal pensioen ontving. Het schijnt echter dat hij zich niet aan zijn belofte hield en het pensioen werd prompt stopgezet. Daarna vond hij nog een techniek uit om grote schijven optisch glas te vervaardigen door het materiaal eerst zacht te maken en vervolgens in ronde mallen te persen. Hij leverde zijn glasschijven aan beroemde lenzenslijpers van die tijd, zoals Robert-Aglaé Cauchoix te Parijs.